# Залесье (Сланцевский район)
Залесье — деревня в Выскатском сельском поселении Сланцевского района Ленинградской области.

## История
Деревня Залесье упоминается на карте Санкт-Петербургской губернии 1792 года А. М. Вильбрехта.
Как две смежные деревни Залесье (Фрузово) и Залесье (Лукино) она обозначена на карте Санкт-Петербургской губернии Ф. Ф. Шуберта 1834 года.

ЗАЛЕСЬЯ — деревня принадлежит адмиральше Рожновой, число жителей по ревизии: 12 м. п., 9 ж. п. (1838 год)

ЗАЛЕСЬЕ — деревня господ Тягунова и Гросмана, по просёлочной дороге, число дворов — 10, число душ — 13 м. п. (1856 год)

ЗАЛЕСЬЕ БОЛЬШОЕ — деревня владельческая при речке Кушолке, число дворов — 10, число жителей: 31 м. п., 24 ж. п.

ЗАЛЕСЬЕ МАЛОЕ — деревня владельческая при речке Кушолке, число дворов — 5, число жителей: 19 м. п., 12 ж. п. (1862 год) 

В XIX — начале XX века деревня административно относилась к Выскатской волости 1-го земского участка 1-го стана Гдовского уезда Санкт-Петербургской губернии.
Согласно Памятной книжке Санкт-Петербургской губернии 1905 года в Залесское сельское общество входили деревни Залесье-Большое и Залесье-Малое.
- Деревня Залесье на карте 1919 года

Согласно карте Петроградской и Эстляндской губерний 1919 года существовали две смежных деревни Залесье.
С 1917 по 1924 год деревни Залесье Большое и Залесье Малое входили в состав Залесского сельсовета Выскатской волости Гдовского уезда.
С 1924 года, в составе Понаницкого сельсовета.
С августа 1927 года, в составе Рудненского района.
С 1928 года, в составе Попковогорского сельсовета. В 1928 году общее население деревни составляло 165 человек.
С 1930 года, в составе Польского сельсовета.
По данным 1933 года в состав Польского сельсовета Рудненского района входили деревни Большое Залесье и Малое Залесье. С августа 1933 года, в составе Попковогорского сельсовета Гдовского района.
С января 1941 года, в составе Сланцевского района.
Деревня была освобождена от немецко-фашистских оккупантов 3 февраля 1944 года.
С 1963 года, в составе Кингисеппского района.
По состоянию на 1 августа 1965 года деревня Залесье входила в состав Выскатского сельсовета Кингисеппского района. С ноября 1965 года, вновь в составе Выскатского сельсовета Сланцевского района. В 1965 году население деревни составляло 7 человек.
По данным 1973 года деревня Залесье входила в состав Попковогорского сельсовета Сланцевского района.
По данным 1990 года деревня Залесье входила в состав Выскатского сельсовета.
В 1997 году в деревне Залесье Выскатской волости проживали 32 человека, в 2002 году — 41 человек (русские — 88 %).
В 2007 году в деревне Залесье Выскатского СП проживали 42, в 2010 году — 63, в 2011 году — 70, в 2012 году — 72, в 2013 году — 60, в 2014 году — 65 человек.

## География
Деревня расположена в центральной части района близ автодороги 41К-020 (Сижно — Осьмино).
Расстояние до административного центра поселения — 6 км.
Расстояние до ближайшей железнодорожной платформы Сланцы — 11 км.
Деревня находится на правом берегу реки Кушелка.

## Демография
| 1862 | 2007 | 2010 | 2017 |
| ---- | ---- | ---- | ---- |
| 86   | ↘42  | ↗63  | ↘41  |

## Инфраструктура
На 2014 год в деревне было зарегистрировано 19 домохозяйств.